# Долгански език
Долганският език е тюркски език, говорен от народа долгани, който живеят в югоизточната част на Красноярски край в Русия.
Името на народа произлиза от името на якутскиа род Долган. Строго погледнато, долганският език представлява наречие на якутския език, претърпяло значителни промени в резултат от изолираното си развитие и под влияние на евенкския език.

## Диалекти
- норилски
- пясински
- авамски
- хатангски
- попигайски

## Писменост
През 1933 г. е издаден буквар на якутски език, приспособен за долганските училища. През 1973 г. излиза първата книга на долгански език – сборник стихове от Огдо Аксьонова, а през 1984 г. – долгански буквар.
Съвременна долганска азбука
| А а | Б б | В в | Г г | Д д | Е е | Ё ё | Ж ж |
| З з | И и | Й й | К к | Һ һ | Л л | М м | Н н |
| Ӈ ӈ | О о | Ө ө | П п | Р р | С с | Т т | У у |
| Ү ү | Ф ф | Х х | Ц ц | Ч ч | Ш ш | Щ щ | Ъ ъ |
| Ы ы | Ь ь | Э э | Ю ю | Я я |     |     |     |

## Фонетика
Фонетиката на долганския език се характеризира с:
- дифтонгизация на гласните [o], [e], [ö] в корена: тур. on ~ долг. уон „десет“,
- ударението пада на последната сричка в думата,
- лабиална и палатална хармония на гласните в изконните думи,
- промяна на тюркското [č] в [h], тур. çiy ~ долг. hиик „роса“,
- замяна на съгласните [x], [ҕ] с [к], [г]: якут. саха ~ долг. hака (самоназвание).

## Морфология
Морфологичните категории при имената са падеж, число, принадлежност, при глаголите — залог, начин на действието, наклонение, време, лице и число. За разлика от якутския език партитивът се употребява в притежателното склонение като винително-назначителен падеж.

## Речников състав
Езикът е изгубил голяма част от старата якутска лексика (напр., думи свързани със селското стопанство). Както и при останалите езици на малки народи в Русия има липса на съвременна политическа и научна терминология. Има много заемки от евенкски и руски език.